# Powderfinger (Neil Young)
Powderfinger is een lied van Neil Young & Crazy Horse uit 1979. Het diende als inspiratie voor de naam van de Australische rockband Powderfinger (1989-2010).
Aanvankelijk was het de bedoeling om het nummer uit te brengen op het album Chrome dreams (1977). Dit album kwam er echter niet. Hierdoor belandde Powderfinger samen met andere nummers zoals Sedan delivery en Pocahontas op het album Rust never sleeps in 1979.

## Tekst en muziek
Het is het openingsnummer van de B-kant. Op het album is veel plaats voor verhalende nummers over geschiedenis, sterfelijkheid en geweld, en daar is ook dit een voorbeeld van.
Het gaat over een 22-jarige man in het Wilde Westen uit een familie van bootleggers (dranksmokkelaars). Ze hebben verschillende tragedies meegemaakt en ondertussen staat hij alleen tegenover de autoriteiten die op hem jagen. Zijn vader is weg, zijn broer is op jacht in de bergen en Big John drinkt sinds Emmy-Lou door de rivier werd meegenomen. De jongeman overleeft het niet. Dat komt echter niet door de strijd, maar omdat hij in de greep raakt van angst en besluiteloosheid, waarbij hij dodelijk gewond raakt door zijn eigen wapen. 
Het nummer kan worden geïnterpreteerd als een grafschrift; het verhaal wordt (kennelijk vanuit het hiernamaals) door de man verteld nadat hij zijn strijd en zijn leven reeds heeft verloren (Raised my rifle to my eye [...] Cover me with the thought that pulled the trigger). In de laatste regel neemt hij afscheid van zijn geliefde (Remember me to my love / I know I'll miss her)..
Powderfinger is een van Youngs favorieten en hij speelde het bijna achthonderd maal; alleen Cinnamon girl en Heart of Gold speelde hij vaker. Het is een rock-'n-roll-nummer met distortion waarin er in het midden plaats is voor een gitaarsolo van Young.

## Covers
Covers van het nummer zijn verschenen op diverse albums van andere artiesten. Voorbeelden zijn The Beat Farmers (Van go, 1986), The Major Dundee Band (Powderfinger, 1987), de Cowboy Junkies (The caution horses, 1990), Chris Burroughs (This note's for you too, 1999), Brian Joens (Foundations, 2007), The Watson Twins (Cinnamon girl, 2008) en Mark Erelli & Jeffrey Foucault (Seven curses, 2010). Ook verscheen nog een Italiaanse versie van Mimmo Locasciulli (Il futuro, 1998).